# Tenchu Z
 (juillet 2025).
Si vous disposez d'ouvrages ou d'articles de référence ou si vous connaissez des sites web de qualité traitant du thème abordé ici, merci de compléter l'article en donnant les références utiles à sa vérifiabilité et en les liant à la section « Notes et références ».
Tenchu Z est un jeu vidéo d'infiltration sorti en 2006 sur Xbox 360. Le jeu a été développé par From Software et édité par Microsoft.
Le joueur incarne un ninja (assassin) du clan Azuma, au service du seigneur Godha (un daimyo) pour qui il doit prendre l'avantage sur son ennemi le seigneur Ogawara. Pour cela, il doit réaliser des missions d'assassinat, de sabotage, de messager et d'espionnage dans un univers médiéval japonais en période de guerre civile.

## Système de jeu
Le joueur contrôle son personnage avec une vue à la 3e personne, dans une carte ouverte entièrement en 3D. Le but est d'accomplir des missions en étant le plus furtif possible. Le joueur peut utiliser pour ce faire des objets ninjas variés, allant du simple kunai au parchemin de disparition.
Le joueur dispose de plusieurs mouvement spéciaux, et a notamment la possibilité de doter son personnage de techniques différentes, grâce à l'expérience acquise au cours du jeu, comme celle de s'accrocher au plafond à l'aide d'un grappin.
Les agents ennemis se déplacent selon un chemin de ronde et peuvent être alertés par des éléments de l'environnement les entourant (cadavres, bruits...).
La maniabilité de Tenchu Z ne profite pas de suffisamment d'améliorations pour convaincre à 100 %. Il est d'ailleurs bizarre de constater que quelques mouvements issus des premiers opus (notamment le long saut) ne sont plus présents et que l'IA des adversaires est toujours aussi médiocre[non neutre].